# Ridge Racer 64
Ridge Racer 64 (auch RR64) ist ein Rennspiel, das im Jahre 2000 für das Nintendo 64 herausgebracht wurde. Es ist die erste Umsetzung der Spielreihe auf einer anderen Spielkonsole als der PlayStation.

## Spielprinzip
Ziel des Spiels ist es, auf jeder Strecke eine möglichst gute Platzierung innerhalb des Zeitlimits und der Rundenzahl zu erreichen. Damit lassen sich neue Rennwagen und Rennstrecken freischalten. Der Spieler kann die Farbe seines Fahrzeuges wählen und sich zwischen Automatikgetriebe und manuellem Getriebe entscheiden. Insgesamt stehen drei Strecken mit jeweils drei Varianten sowie 25 Fahrzeuge zur Verfügung. Die Rennwagen sind teilweise Phantasieprodukte oder orientieren sich an echte Wagen.
Im Multiplayer können bis zu vier Spieler an einer Konsole gegeneinander oder in zwei Teams antreten.
Da es technisch bedingt so gut wie keine Ladezeiten im Spiel gibt, entfällt das Arcade-Spiel Galaxian, das als Bonus enthalten war. Jedoch ist eine Spielszene bei der ersten Strecke auf der Videowand nach wie vor zu sehen.

## Rezeption
Das Spiel erhielt überwiegend gute Kritiken, die Steuerung und die Grafik wurden besonders gelobt (Metacritic: 82 %).

„Wer hätte das gedacht? Nicht nur, dass endlich auch N64-Zocker in den Genuss dieses Klassikers kommen - nein, ihre Version ist auch noch um Längen besser gelungen als die Original-Variante. Neben der deutlich besseren Grafik gewinnt das Game zusätzlich durch die präzise Analogsteuerung und den tollen 4-Player-Modus. Einziger Kritikpunkt ist der Sound, der natürlich nicht an die CD-Qualität der PS-Version herankommt, so dass sich die Kritik in erster Linie auf den etwas dünnen Motorensound beschränkt.“